# Гонгорст
Гонгорст (нім. Hohnhorst) — громада в Німеччині, розташована в землі Нижня Саксонія. Входить до складу району Шаумбург. Складова частина об'єднання громад Ненндорф.
Площа — 12 км2. Населення становить 2078 ос. (станом на 31 грудня 2021).